# Saint-Benin
Saint-Benin is een gemeente in het Franse Noorderdepartement (regio Hauts-de-France) en telt 389 inwoners (1999). De plaats maakt deel uit van het arrondissement Cambrai.

## Geografie
De oppervlakte van Saint-Benin bedraagt 4,6 km², de bevolkingsdichtheid is 84,6 inwoners per km².
De onderstaande kaart toont de ligging van Saint-Benin met de belangrijkste infrastructuur en aangrenzende gemeenten.

## Demografie
Onderstaande figuur toont het verloop van het inwonertal (bron: INSEE-tellingen).